# 659 Nestor
659 Nestor è un asteroide troiano di Giove del campo greco del diametro medio di circa 108,87 km. Scoperto nel 1908, presenta un'orbita caratterizzata da un semiasse maggiore pari a 5,1727139 UA e da un'eccentricità di 0,1178919, inclinata di 4,52059° rispetto all'eclittica.
L'asteroide è dedicato a Nestore, mitico re acheo, famoso per essere stato il più vecchio e il più saggio tra i guerrieri durante la guerra di Troia.